# Antonio Rizzi (pittore)
Antonio Rizzi (Cremona, 8 gennaio 1869 – Firenze, 1940) è stato un pittore italiano.

## Biografia
Dopo un apprendistato presso Giovanni Bergamaschi, si iscrisse a Milano all'Accademia di Brera. dove vinse appena venticinquenne un concorso con la grande tela L'imperatore Nerone osserva il cadavere della madre Agrippina per suo comando uccisa (1894). Dopo il matrimonio con Emilia Gorra, figlia del pittore Giulio, trasferì la propria residenza a Venezia fino al 1906, e venne ripetutamente invitato alla Biennale tra il 1899 e il 1924, ove espose Le raccoglitrici di granoturco sull'aia (1903) e, nel 1910, Marcia funebre. Successivamente, e fino al 1911, tenne una cattedra all'Accademia di Belle Arti di Perugia; contemporaneamente lavorò molto nella sua città natale, affermandosi in ritratti femminili a figura intera, tra cui nel 1909 quello della moglie, soggetti di genere (Saltimbanco, Ballerina del 1932) e dove ebbe importanti incarichi pubblici: il sipario del Teatro Ponchielli e gli otto tondi e i quattro pannelli per il Salone della Consulta di Palazzo Comunale, che lo impegnarono nel biennio 1928-29.
Nel frattempo aveva raggiunto notorietà nazionale per aver vinto, assieme a Giulio Bargellini, il concorso del 1913 indetto per i mosaici da realizzarsi nelle lunette dei propilei del Vittoriano, a Roma. I soggetti scelti furono: La Pace, Il libero pensiero, L'unione, La legge, Il Valore. A Cremona sono conservate quattro tele, molto vicine alla soluzione definitiva dei mosaici, probabilmente le prove a un quarto delle dimensioni reali.
Tra i suoi migliori risultati si impongono anche Le montebaldine (1903), acquistato dalla Galleria d'Arte Moderna di Milano, e Le Nereidi (1906) .